# Június 16.
Június 16. az év 167. (szökőévben 168.) napja a Gergely-naptár szerint. Az évből még 198 nap van hátra.
Névnapok: Jusztin + Ajtony, Arany, Aurélián, Bennó, Círus, Ferenc, Jusztián, Jusztina, Jusztínia, Péter, Pető, Tina, Tinetta

## Események
- 632 – Trónra lépett III. Jazdagird az utolsó szászánida uralkodó
- 1334 – Gergely, ferences rendi szerzetes elfoglalja a szerémi püspöki széket.
- 1554 – Az oszmán hadsereg elfoglalja az észak-magyarországi Fülek várát.
- 1654 – X. Károly Gusztáv elfoglalja Svédország trónját
- 1703 – A Rákóczi vezette sereg  Vereckénél átlépi a lengyel-magyar határt.
- 1807 – A napóleoni francia hadsereg elfoglalja Königsberget (ma Kalinyingrád, Oroszország).
- 1849 – Zsigárdnál a magyar honvédsereg (vesztes) csatát vív a császáriakkal.
- 1881 – Budapesten megjelenik a Budapesti Hírlap című politikai napilap első száma
- 1885 – Újpest nagyközségben 78 taggal megalakul Magyarország legrégibb sportegyesülete, az Újpesti Torna Egylet. Színe lila-fehér, jelszava „Egység, Épség, Egyetértés”.
- 1919 – Eperjesen kikiáltják a Szlovák Tanácsköztársaságot.
- 1940 – A Szovjetunió megkezdi Észtország megszállását.
- 1958 – Nagy Imre, Maléter Pál és Gimes Miklós halálos ítéletének végrehajtása.
- 1962 – Az Amerikai Egyesült Államok a tömeges megtorlás doktrínáját a rugalmas reagálás elvével váltja fel.
- 1963 – Föld körüli pályára indul a Vosztok–6 űrhajó, fedélzetén Valentyina Tyereskovával, a világ első női űrhajósával.
- 1977 – Leonyid Brezsnyev a Szovjetunió új vezetője.
- 1989 – Nagy Imre, Maléter Pál és Gimes Miklós ünnepélyes újratemetése.
- 1991 – Záhonynál elhagyja Magyarországot az utolsó szovjet csapatot szállító vonatszerelvény.
- 1994 – Vitalij Andrijovics Maszolt Ukrajna miniszterelnökévé választják.

## Sportesemények
Formula–1
- 1985 –  kanadai nagydíj, Montreal – Győztes: Michele Alboreto  (Ferrari Turbo)
- 1991 –  mexikói nagydíj, Mexikóváros – Győztes: Riccardo Patrese  (Williams Renault)
- 1996 –  kanadai nagydíj, Montreal – Győztes: Damon Hill  (Williams Renault)

## Születések
- 1313 – Giovanni Boccaccio itáliai író, költő, humanista († 1375)
- 1612 – IV. Murád, az Oszmán Birodalom 18. szultánja († 1640)
- 1780 – Ludwig Welden német születésű utásztiszt, osztrák császári és királyi táborszernagy († 1853)
- 1819 – Mednyánszky László honvéd őrnagy, a szabadságharc vértanúja († 1849)
- 1829 – Geronimo az Amerikai Egyesült Államokban élő csirikava apacsok kimagasló törzsi vezetője († 1909)
- 1857 – Arthur Arz von Straussenburg erdélyi szász szárm. magyar katonatiszt, cs. és kir. vezérezredes, első világháborús hadvezér, Erdély hős védelmezője, 1917–18-ig az Osztrák–Magyar Monarchia vezérkari főnöke († 1935)
- 1876 – Ács Ferenc magyar festőművész († 1949)
- 1890 – Stan Laurel („Stan és Pan”) amerikai komikus-színész († 1965)
- 1895 – Misoga László magyar színész († 1969)
- 1897 – Georg Wittig Nobel-díjas német kémikus († 1987)
- 1898 – Leonard Howell, a rasztafariánus mozgalom alapítója († 1981)
- 1902 – Barbara McClintock Nobel-díjas amerikai citogenetikus, († 1992)
- 1903 – Francis Charles Fraser brit zoológus, a cetek kutatásának egyik vezéralakja, († 1978)
- 1908 – Gedényi Mihály magyar író († 1988)
- 1908 – Trencsényi-Waldapfel Imre klasszika-filológus, irodalomtörténész, vallástörténész, egyetemi tanár, az MTA tagja († 1970)
- 1910 – Hajmássy Ilona magyar színésznő, koloratúr szoprán operaénekes, televíziós előadó († 1974)
- 1915 – John Tukey amerikai statisztikus († 2000)
- 1920 – Endrődi István magyar karikaturista, grafikus († 1988)
- 1923 – Ron Flockhart brit autóversenyző († 1962)
- 1923 – Victor Gedeon magyar színész († 2004)
- 1930 – Zsigmond Vilmos Oscar-díjas magyar filmoperatőr († 2016)
- 1931 – Eörsi István Kossuth- és József Attila-díjas magyar író, költő, műfordító, újságíró († 2005)
- 1931 – Schmidt Egon ornitológus, Kossuth-díjas író († 2023)
- 1932 – Kaló Flórián Jászai Mari-díjas magyar színész, író († 2006)
- 1933 – Bíró Zsuzsa magyar dramaturg († 2023)
- 1938 – Joyce Carol Oates amerikai írónő, korunk egyik legjelentősebb élő regényszerzője
- 1942 – John Rostill angol zenész, a Shadows együttes basszusgitárosa († 1973)
- 1952 – Jónás Gabriella magyar színésznő
- 1954 – O. Szabó István Jászai Mari-díjas magyar színész
- 1959 – The Ultimate Warrior amerikai pankrátor († 2014)
- 1962 – Csontos János József Attila-díjas magyar író, költő, Kós Károly-díjas filmrendező. († 2017)
- 1971 – Tupac Shakur amerikai rapper († 1996)
- 1981 – Katona Attila magyar labdarúgó
- 1984 – Farkas István magyar labdarúgó, jelenleg a Kecskeméti TE játékosa, balhátvéd
- 1984 – Császár Gábor magyar kézilabdázó
- 1986 – Fernando Muslera uruguayi válogatott labdarúgó
- 1986 – Žarko Šešum szerb válogatott kézilabdajátékos
- 1987 – Gohér Gergő magyar labdarúgó
- 1987 – Magyar Cecília magyar színésznő
- 1988 – Lékai Máté magyar kézilabdázó
- 1989 – Jelena Glebova észt műkorcsolyázó
- 1990 – İlkin Dövlətov, azeri mughaménekes

## Halálozások

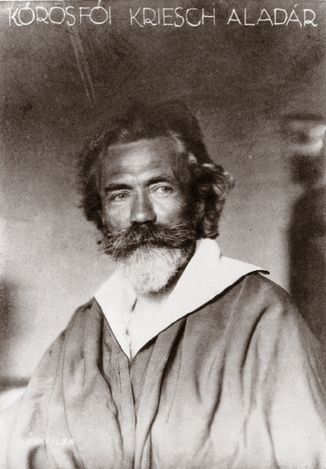
Körösfői-Kriesch Aladár festőművész

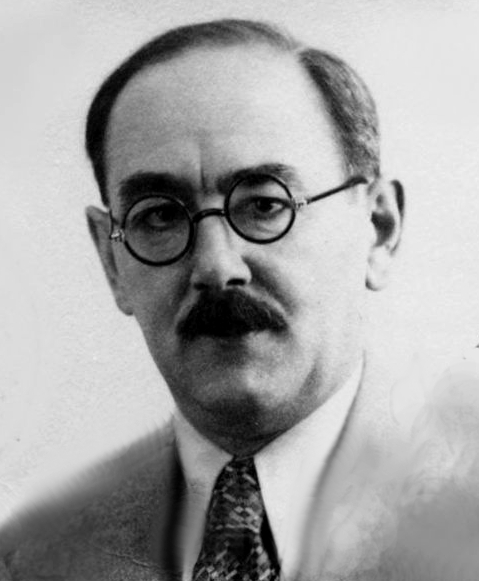
Nagy Imre mártír hős miniszterelnök

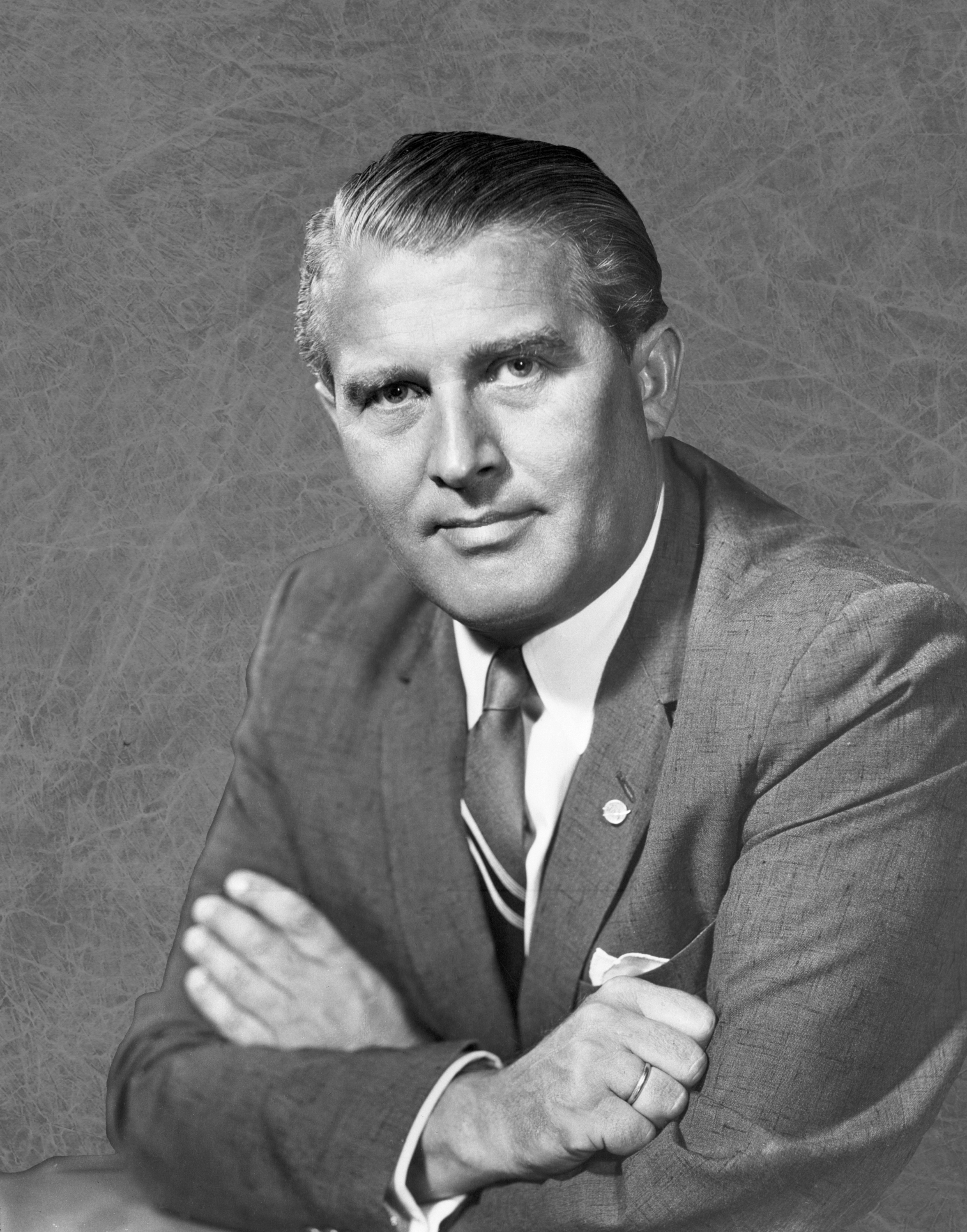
Wernher von Braun

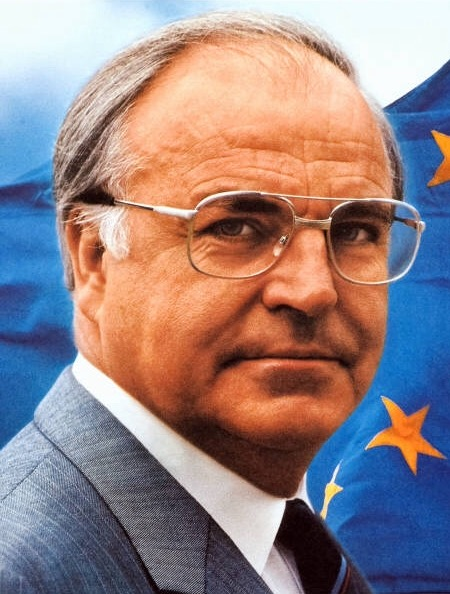
Helmut Kohl Európa díszpolgára

- 1854 – Keglevich Gábor politikus, nagybirtokos, Nógrád vármegye főispánja, az MTA tagja (* 1784)
- 1910 – Mihalik Dániel festőművész, a szolnoki művésztelep alapítója (* 1869)
- 1920 – Körösfői-Kriesch Aladár, festőművész, szobrászművész, iparművész, a szecesszió kiváló képviselője (* 1863)
- 1936 – Emil Molt német gyártulajdonos, az első Waldorf-iskola alapítója (* 1876)
- 1948 – Marcel Brillouin francia fizikus, matematikus (* 1854)
- 1958 – Nagy Imre miniszterelnök, kivégezték (* 1896)
- 1958 – Maléter Pál vezérőrnagy, honvédelmi miniszter, kivégezték (* 1917)
- 1958 – Gimes Miklós újságíró, Nagy Imre munkatársa, kivégezték (* 1917)
- 1959 – George Reeves amerikai színész (* 1914)
- 1963 – Prohászka Lajos magyar pedagógus, a kultúrfilozófia és a neveléstudomány művelője (* 1897)
- 1970 – Elsa Triolet (er. Elsa Jurevnaja Kagan) orosz születésű francia írónő, Louis Aragon író felesége (* 1896)
- 1971 – Szilágyi Ákos magyar grafikus, rajzfilmkészítő, bélyegtervező (* 1909)
- 1977 – Wernher von Braun német rakétamérnök, a Harmadik Birodalom, majd az Amerikai Egyesült Államok rakétaprogramjának egyik vezetője (* 1912)
- 1986 – Maurice Duruflé francia orgonaművész és zeneszerző (* 1902)
- 1998 – Fred Wacker amerikai autóversenyző (* 1918)
- 1999 – Schöck Ottó magyar zenész, zeneszerző, a Metro együttes tagja (* 1946)
- 2000 – Gulyás Zoltán magyar építész (* 1930)
- 2001 – Ranga László magyar raliversenyző, a magyar ralisport "Örökös bajnoka" (* 1957)
- 2001 – Szervác József József Attila-díjas költő (* 1952)
- 2006 – Csákány Márta Balázs Béla-díjas magyar szinkronrendező (* 1920)
- 2006 – Domokos Mátyás magyar irodalomtörténész, könyvtáros, folyóirat-szerkesztő (* 1928)
- 2006 – Osztovits Levente magyar műfordító, irodalomtörténész, egyetemi tanár (* 1940)
- 2017 – Fónay Jenő magyar mérnök, 1956-os szabadságharcos (* 1926)
- 2017 – Helmut Kohl német kereszténydemokrata politikus, kancellár (* 1930)
- 2019 – Köteles Erzsébet olimpiai bajnok magyar tornásznő (* 1924)
- 2020 – Csurka László Jászai Mari-díjas magyar színész, rendező (* 1936)
- 2023 – Gino Mäder svájci kerékpárversenyző (* 1997)

## Nemzeti ünnepek, emléknapok, világnapok
- A megbékélés napja Magyarországon Nagy Imre kivégzésének emlékére.Nagy Imre miniszterelnök és társai 1958-as kivégzésének és 1989-es újratemetésének emléknapja.
- A független Magyarország napja – a szovjet csapatok kivonulásának emlékére.
- Az afrikai gyermekek világnapja
- Bloomsday: írországi ünnep, James Joyce író életművének emléknapja, középpontjában Ulysses c. regényének eseményei állnak. Az ünnep elnevezése Leopold Bloom-ra, az Ulysses főszereplőjének nevére utal.
- Dél-afrikai Köztársaság: az  ifjúság napja,  Youth Day